# Bátaapáti, Tolna
Bátaapáti  este un sat în districtul Bonyhád, județul Tolna, Ungaria, având o populație de 421 de locuitori (2011). 

## Demografie
Componența etnică a satului Bátaapáti
     Maghiari (97,19%)
     Germani (2,81%)
Componența confesională a satului Bátaapáti
     Romano-catolici (52,26%)
     Fără religie (18,05%)
     Luterani (5,23%)
     Reformați (4,99%)
     Necunoscută (19,48%)
Conform recensământului din 2011, satul Bátaapáti avea 421 de locuitori. Din punct de vedere etnic, majoritatea locuitorilor (97,19%) erau maghiari, cu o minoritate de germani (2,81%).  Din punct de vedere confesional, majoritatea locuitorilor (52,26%) erau romano-catolici, existând și minorități de persoane fără religie (18,05%), luterani (5,23%) și reformați (4,99%). Pentru 19,48% din locuitori nu este cunoscută apartenența confesională.